# Nona de Nacianzo
Nona de Nacianzo (Naciancena) era la esposa de Gregorio el Viejo, y la madre de Gregorio el Teólogo, Cesáreo y Gorgonia.

## Vida
Nona se casó y convirtió a su esposo, Gregorio, quien había sido miembro de los hipsistarianos, una secta pagano-judía distintiva que veneraba a Hypsistos, el «Más Alto». Fue madre de tres santos, el más notable Gregorio Nacianceno. Sobrevivió a su esposo y dos de sus tres hijos, muriendo en 374.
Su hijo Gregorio habla de una ocasión en 351, cuando Nona enfermó con una severa enfermedad y parecía estar a punto de morir. Gregorio iba de camino a visitar un amigo, pero se apresuró a volver donde su madre, quien mientras tanto había empezado a recobrarse, teniendo una visión en la que Gregorio le había dado pasteles mágicos marcados con la señal de la cruz, y lo bendijo.
Nona es defendida por su hijo como modelo de maternidad cristiana. Gregorio escribió de ella:

Mi madre era digna compañera de tal hombre [como mi padre] y sus cualidades eran tan grandes como las de él. Ella provenía de una familia piadosa, pero era incluso más piadosa que ellos. Aunque su cuerpo era nada más que el de una mujer, en su espíritu estaba por encima de todos los hombres... Su boca nada conocía salvo la verdad, pero en su modestia ella callaba sobre aquellas obras que le dieron la gloria. La guiaba el temor de Dios.